# Veľké Dvorany
Veľké Dvorany (in ungherese Nagyudvar) è un comune della Slovacchia facente parte del distretto di Topoľčany, nella regione di Nitra.